# Élections municipales de 2020 à Lille
Pour un article plus général, voir Élections municipales de 2020 dans le Nord.
Le premier tour des élections municipales françaises de 2020 à Lille  a eu lieu le 15 mars 2020. Le second tour, initialement prévu le 22 mars 2020, est d'abord reporté sine die en raison de la pandémie de Covid-19 en France, puis fixé au 28 juin 2020. Il s'agit du renouvellement du conseil municipal et du conseil métropolitain.
Comme dans toutes les communes de 1 000 habitants et plus, les élections à Lille sont municipales et intercommunales. Chaque bulletin de vote comporte deux listes : une liste de candidats aux seules élections municipales et une liste de ceux également candidats au conseil métropolitain.

## Contexte
Lille est détenue par les socialistes depuis 1955. Martine Aubry, en poste depuis 2001, brigue un cinquième mandat dont un quatrième en tant que maire.
C'est une ville qui a majoritairement voté à gauche ces dernières années. Jean-Luc Mélenchon y est arrivé en tête lors de l'élection présidentielle de 2017. En mai 2019 la liste EELV de Yannick Jadot (11 908 voix soit 21,70 %) est arrivée au coude-à-coude avec la liste LREM de Nathalie Loiseau (12 056 voix soit 21,97 %).

## Candidats déclarés

### La France insoumise
Le 26 septembre 2019, le collectif Décidez pour Lille, soutenu par La France insoumise, désigne Élodie Cloez et Julien Poix comme « chefs de file » du mouvement pour les élections. Les députés Adrien Quatennens (1re circonscription du Nord) et Ugo Bernalicis (2e circonscription du Nord) leur apportent tout leur soutien.
Pour élaborer la liste, un appel à candidatures publiques est lancé en décembre 2019. Toute personne intéressée peut proposer sa candidature.
Le 15 décembre, Julien Poix annonce le logement comme « cheval de bataille » de leur campagne.
Le 15 février 2020, Élodie Cloez et Julien Poix sont choisis comme têtes de liste aux élections municipales.

### Lille Verte 2020: Europe Écologie Les Verts - Génération.s - Génération Écologie - Volt - DiEM25
EELV Lille annonce le 11 novembre 2018 « le souhait et l’envie d’une liste autonome aux municipales ».
Dans la foulée, fin 2018, EELV Lille lance une plateforme nommée Lille verte 2020 à destination des habitants pour recueillir leurs propositions et leurs attentes pour les élections municipales de mars 2020.
Le binôme Stéphane Baly et Stéphanie Bocquet est désigné par Europe Écologie Les Verts le 3 juin 2019 pour briguer la mairie lilloise.
Le 6 juillet 2019, les 22 premiers noms de la liste sont annoncés : Stéphane Baly, Stéphanie Bocquet, Maroin Al Dandachi, Mélissa Camara, Emmanuel Cau, Joe Dabit, Christophe Chaillou, Lise Daleux, Jérémie Crepel, Florence Lallemant, Grégoire Gaonach, Anne Mikolajczak, Maël Guiziou, Julie Nicolas, Thibaut Jahier, Pascale Pruvot, Simon Jamelin, Nathalie Sedou, Frédéric Louchart, Charlotte Talpaert, Julien Tabareau, et Lucie Vidal
Le 6 septembre 2019, en présence de David Cormand, secrétaire national d'EELV, un local de campagne est inauguré au 74 rue d'Artois.
Le 22 octobre 2019, Stéphane Baly déclare à l'AFP « On aurait pu penser que ce serait une bataille à trois [avec Violette Spillebout], mais en réalité le match est entre Aubry et moi ».
Le 11 décembre 2019, Génération Écologie le parti présidé par l'ancienne ministre de l'écologie Delphine Batho rejoint la liste Lille Verte 2020. Xavier Bonnet, actuel adjoint au maire de Lille, se rallie à Stéphane Baly dans l’objectif de prendre le contrôle du beffroi lillois en 2020.
Le 18 décembre 2019, Génération.s le parti de Benoît Hamon, DiEM25 le mouvement pour la démocratie en Europe en 2025 créé en 2015 par l'ex-ministre des Finances grec Yánis Varoufákis et le mouvement politique pro-européen Volt rejoignent à leur tour la dynamique Lille Verte 2020,.
Le 18 décembre 2019, Simon Jamelin tête de Liste EELV d'Hellemmes annonce une alliance également avec les trois mouvements politiques Génération.s, DiEM25 et Volt France.
Le 11 janvier 2020, le philosophe et universitaire Dominique Bourg, tête de liste aux élections européennes de mai 2019 de la liste Urgence Écologie, apporte son soutien à la liste Lille Verte 2020.
Le programme complet « Pour Changer » est présenté à la presse le 28 janvier. Il est suivi par la présentation de la liste complète à La Verrière le samedi 8 février.
Le point d'orgue de la campagne est le meeting final au Splendid, en présence de Noël Mamère, Delphine Batho, Karima Delli, Damien Carême, Sandrine Rousseau, Sophie Tallié-Polian. Avec l'irruption de la pandémie du Coronavirus et l'annulation des derniers événements publics, cette soirée restera comme la réunion publique ayant rassemblé le plus de personnes dans cette campagne municipale à Lille.
Le soir du premier tour, loin des derniers sondages qui plaçaient Stéphane Baly très en retard sur Martine Aubry, la liste Lille Verte 2020 recueille 24,53% des suffrages.
Après le report du second tour, en raison du confinement lié à la pandémie du Covid-19, et l'échec des négociations entre les listes socialistes et écologistes, Stéphane Baly annonce le maintien de sa liste au second tour.
Stéphane Baly a 48 ans, il est élu depuis 2014 à Lille et à la Métropole européenne de Lille, comme conseiller municipal délégué aux énergies, à l'éclairage public et à la gestion technique des bâtiments. Il est docteur en sciences de l'ingénieur, et occupe un poste d'enseignant-chercheur à l’École des hautes études d'ingénieur. il est membre du Conseil économique, social et environnemental régional Hauts-De-France (CESER). Stéphane Baly est par ailleurs cofondateur d'Enercoop Nord-Pas-de-Calals et de l'association Virage énergie. Il est expert auprès de l'association négaWatt. Il est par ailleurs, cycliste du quotidien, membre d'une AMAP et apiculteur.

### Parti socialiste - Parti communiste français - Parti radical de gauche
Martine Aubry, maire de la ville depuis 2001, annonce qu'elle sera candidate pour un cinquième mandat, dont un quatrième en tant que maire le 28 novembre 2019. Elle présente la liste « Lille en commun, Lille en confiance » soutenue par le PCF et le PRG. Elle a également le soutien de Licia Boudersa,.

### La République en marche - MoDem - UDI - Mouvement Radical
Le 25 novembre 2018, Violette Spillebout (ancienne directrice du cabinet de Martine Aubry de 2008 à 2013) annonce dans La Voix du Nord sa candidature pour les élections municipales à Lille.
Le 24 juillet 2019, est désignée candidate de La République en marche pour les élections municipales de 2020 à Lille. Le collectif LilleC devient le Collectif Faire Respirer Lille.
Elle était en concurrence avec la députée de la neuvième circonscription du Nord Valérie Petit pour l'investiture du parti présidentiel.
Le 7 octobre 2019, l’UDI signe un accord politique avec la liste Faire respirer Lille et En marche pour les municipales de 2020. Le maire de Faches-Thumesnil, Nicolas Lebas rejoint Violette Spillebout après avoir annoncé dans sa ville qu’il ne briguerait pas de quatrième mandat.
Le 19 octobre 2019, Le député européen Dominique Riquet et Violette Spillebout (LREM) ont signé un accord politique, officialisant le soutien du Mouvement radical à la campagne de Faire Respirer Lille.
Le 13 novembre 2019, Violette Spillebout, a officialisé son partenariat avec le MoDem, en présence de Jean-Noël Barrot, secrétaire général du MoDem, Frédéric Lefebvre, président du MoDem Nord, et Vanessa Duhamel, cheffe de file du MoDem à Lille,.

### Droite
Thierry Pauchet, élu de centre droit et membre de l'opposition municipale, est candidat. Il bénéficie du soutien de Jean-René Lecerf, candidat de la droite en 2014 et président du conseil départemental du Nord. Thierry Pauchet rejoint finalement la liste de Marc-Philippe Daubresse avant le premier tour avec la députée ex-macroniste Valérie Petit. En parallèle le membre des Lillois sont formidables François Kinget rejoint la liste LREM de Violette Spillebout.

### Les Républicains
Le sénateur Marc-Philippe Daubresse est le candidat des Républicains.

### Rassemblement national
Le Rassemblement national, ex-Front national, présente Éric Cattelin-Denu comme candidat.

## Débats
Le 25 février 2020, l'association de débats politiques et de simulations parlementaires L'Arène de Sciences Po Lille, organise un débat au sein de Sciences Po Lille. Les candidats de La France insoumise, Europe Écologie Les Verts, La République en marche, Parti socialiste et Les Républicains sont présents à ce débat retransmis en direct sur leur page Facebook[source insuffisante]. Ce débat est également retransmis en direct sur Wéo et en différé à 22 h sur Public Sénat. Trois thèmes sont évoqués : transition écologique, logement et sécurité. Ce débat est animé par des étudiants de Sciences Po Lille, des journalistes de La Voix du Nord, de Wéo et Public Sénat.

## Sondages

### Premier tour
| Institut                             | Date                  | Échantillon | LO      | NPA     | POID      | PCF      | PA          | LFI  | PS    | EELV | LREM       | DVD     | LR        | RN            |
| Institut                             | Date                  | Échantillon | Baudrin | Chantry | Benyoucef | Vandamme | Stathoulias | Poix | Aubry | Baly | Spillebout | Pauchet | Daubresse | Cattelin-Denu |
| ------------------------------------ | --------------------- | ----------- | ------- | ------- | --------- | -------- | ----------- | ---- | ----- | ---- | ---------- | ------- | --------- | ------------- |
| Institut                             | Date                  | Échantillon |         |         |           |          |             |      |       |      |            |         |           |               |
| Opinion Way (commandé par Daubresse) | mars                  |             | 2       | 1       | 1         | —        | 2           | 6    | 37    | 19   | 13         | —       | 11        | 8             |
| Ifop                                 | 10 au 14 février      | 602         | 0,5     | —       | —         | —        | —           | 7,5  | 35    | 21   | 14         | 10      | 10        | 12            |
| Elabe                                | 3 au 13 février 2020  | 1112        | 1,5     | —       | —         | —        | —           | 8,5  | 28    | 25,5 | 17         | 11,5    | 11,5      | 8             |
| Ipsos                                | 7 au 10 décembre 2019 | 604         | —       | —       | —         | —        | —           | 11   | 30    | 18   | 15         | 4       | 11        | 11            |
| Elabe (commandé par Spillebout)      | 18 au 28 octobre 2019 | 1021        | 3       | 3       | —         | 2        | —           | 10,5 | 26,5  | 22,5 | 11         | 2,5     | 13,5      | 8,5           |

| Institut         | Date                  | Échantillon | EXG | LFI        | PCF     | PS    | EELV | LREM     | DVD       | LR | RN |
| Institut         | Date                  | Échantillon |     | Quatennens | Bocquet | Aubry |      | Darmanin | Castelain |    |    |
| ---------------- | --------------------- | ----------- | --- | ---------- | ------- | ----- | ---- | -------- | --------- | -- | -- |
| Institut         | Date                  | Échantillon |     |            |         |       |      |          |           |    |    |
| BVA (non publié) | 15 au 20 octobre 2018 | 699         | 1   | 10         | 3       | 15    | 16   | 17       | 7         | 14 | 17 |

### Second tour
| Institut                              | Date               | Échantillon | PS-PCF | EELV-G.s | LREM-Modem-UDI |
| Institut                              | Date               | Échantillon | Aubry  | Baly     | Spillebout     |
| ------------------------------------- | ------------------ | ----------- | ------ | -------- | -------------- |
| Institut                              | Date               | Échantillon |        |          |                |
| Ifop                                  | 11 au 13 juin 2020 | 609         | 39     | 37       | 24             |
| Opinion Way (commandé par Spillebout) | 22 au 24 juin 2020 | 605         | 38     | 34       | 28             |

N.B. :
- en gras sur fond blanc le candidat arrivé en deuxième position du sondage.

## Résultats
|                                                          |                          |                          |              |              |             |             |        |        |  |
| Tête de liste                                            | Tête de liste            | Liste                    | Premier tour | Premier tour | Second tour | Second tour | Sièges | Sièges |  |
| Tête de liste                                            | Tête de liste            | Liste                    | Voix         | %            | Voix        | %           | CM     | CC     |  |
|                                                          | Martine Aubry            | PS-PCF-PRG-MDC           | 11 832       | 29,80        | 15 389      | 40,00       | 43     | 24     |  |
| Lille en commun, Lille en confiance                      |                          |                          | 11 832       | 29,80        | 15 389      | 40,00       | 43     | 24     |  |
|                                                          | Stéphane Baly            | EÉLV-G·s-GE-DiEM25-Volt  | 9 740        | 24,53        | 15 162      | 39,41       | 12     | 6      |  |
| Lille Verte 2020 – pour changer – avec Stéphane Baly     |                          |                          | 9 740        | 24,53        | 15 162      | 39,41       | 12     | 6      |  |
|                                                          | Violette Spillebout      | LREM-MoDem-UDI-MR        | 6 960        | 17,53        | 7 919       | 20,58       | 6      | 3      |  |
| Faire respirer Lille                                     |                          |                          | 6 960        | 17,53        | 7 919       | 20,58       | 6      | 3      |  |
|                                                          | Julien Poix              | LFI                      | 3 512        | 8,84         |             |             |        |        |  |
| Décidez pour Lille                                       |                          |                          | 3 512        | 8,84         |             |             |        |        |  |
|                                                          | Marc-Philippe Daubresse  | LR                       | 3 274        | 8,25         |             |             |        |        |  |
| Tous pour les lillois                                    |                          |                          | 3 274        | 8,25         |             |             |        |        |  |
|                                                          | Éric Cattelin-Denu       | RN                       | 2 719        | 6,85         |             |             |        |        |  |
| Union Rassemblement national et indépendants             |                          |                          | 2 719        | 6,85         |             |             |        |        |  |
|                                                          | Antoine Stathoulias      | PA                       | 775          | 1,95         |             |             |        |        |  |
| Lille animaliste                                         |                          |                          | 775          | 1,95         |             |             |        |        |  |
|                                                          | Alexandre Chantry        | NPA                      | 350          | 0,88         |             |             |        |        |  |
| Résistance anticapitaliste                               |                          |                          | 350          | 0,88         |             |             |        |        |  |
| Nicole Baudrin                                           | LO                       | 312                      | 0,78         |              |             |             |        |        |  |
| Lutte ouvrière – Faire entendre le camp des travailleurs |                          | 312                      | 0,78         |              |             |             |        |        |  |
| Béryl Benyoucef                                          | POID                     | 229                      | 0,58         |              |             |             |        |        |  |
| Pour les travailleurs, pas pour les spéculateurs         |                          | 229                      | 0,58         |              |             |             |        |        |  |
|                                                          |                          |                          |              |              |             |             |        |        |  |
| Votes valides                                            | Votes valides            | Votes valides            | 39 703       | 97,81        | 38 470      | 97,44       |        |        |  |
| Votes blancs                                             | Votes blancs             | Votes blancs             | 276          | 0,68         | 539         | 1,37        |        |        |  |
| Votes nuls                                               | Votes nuls               | Votes nuls               | 613          | 1,51         | 472         | 1,20        |        |        |  |
| Total                                                    | Total                    | Total                    | 40 592       | 100          | 39 481      | 100         | 61     | 33     |  |
| Abstention                                               | Abstention               | Abstention               | 83 862       | 67,38        | 84 958      | 68,27       |        |        |  |
| Inscrits / participation                                 | Inscrits / participation | Inscrits / participation | 124 454      | 32,62        | 124 439     | 31,73       |        |        |  |

### Assemblée municipale élue
|                                      |       |       |      |                                       |                                               |
| Maire de Lille                       |       |       |      |                                       |                                               |
| Martine Aubry (PS)                   |       |       |      |                                       |                                               |
| Parti                                | Sigle | Sigle | Élus | Groupe                                | Président                                     |
| Majorité (43 sièges)                 |       |       |      |                                       |                                               |
| Parti socialiste                     |       | PS    | 24   | Lille en commun, durable et solidaire | Audrey Linkenheld (PS) Charlotte Brun (PS)    |
| Divers gauche                        |       | DVG   | 9    | Lille en commun, durable et solidaire | Audrey Linkenheld (PS) Charlotte Brun (PS)    |
| Parti communiste français            |       | PCF   | 4    | Lille en commun, durable et solidaire | Audrey Linkenheld (PS) Charlotte Brun (PS)    |
| Divers centre                        |       | DVC   | 3    | Lille en commun, durable et solidaire | Audrey Linkenheld (PS) Charlotte Brun (PS)    |
| Parti radical de gauche              |       | PRG   | 1    | Lille en commun, durable et solidaire | Audrey Linkenheld (PS) Charlotte Brun (PS)    |
| Liberté Écologie Fraternité          |       | LEF   | 1    | Lille en commun, durable et solidaire | Audrey Linkenheld (PS) Charlotte Brun (PS)    |
| Mouvement des citoyens               |       | MDC   | 1    | Lille en commun, durable et solidaire | Audrey Linkenheld (PS) Charlotte Brun (PS)    |
| Opposition (18 sièges)               |       |       |      |                                       |                                               |
| Europe Écologie Les Verts            |       | EÉLV  | 10   | Lille verte                           | Faustine Balmelle (G·s) Stéphane Bally (EÉLV) |
| Génération.s                         |       | G·s   | 1    | Lille verte                           | Faustine Balmelle (G·s) Stéphane Bally (EÉLV) |
| Génération écologie                  |       | GÉ    | 1    | Lille verte                           | Faustine Balmelle (G·s) Stéphane Bally (EÉLV) |
| La République en marche              |       | LREM  | 2    | Faire respirer Lille                  | Violette Spillebout (LREM)                    |
| Mouvement démocrate                  |       | MoDem | 2    | Faire respirer Lille                  | Violette Spillebout (LREM)                    |
| Union des démocrates et indépendants |       | UDI   | 1    | Faire respirer Lille                  | Violette Spillebout (LREM)                    |
| Divers centre                        |       | DVC   | 1    | Faire respirer Lille                  | Violette Spillebout (LREM)                    |